# ياني أم لوريل
ياني أم لوريل هو وهم سمعي أصبح شائعًا في مايو 2018 حيث يمكن سماع تسجيل صوتي قصير بإحدى كلمتين. في التسجيل الصوتي الموجز، أجاب 53٪ من أكثر من 500.000 شخص في استطلاع على تويتر بأنهم سمعوا رجلاً يقول كلمة لوريل، في حين قال 47٪ أنهم سمعوا صوتًا مسمى باسم ياني.